# John Nisbet
John Nisbet ( 1853 - 1914 ) fue un botánico y explorador inglés que realizó extensas expediciones botánicas a Burma y a India.

## Algunas publicaciones

### Libros
- 1893. British forest trees and their sylvicultural characteristics and treatment. Macmillan. 352 pp.

- g. Kauschinger, john Nisbet, hermann heinrich von Fuerst. 1893. The Protection of Woodlands: Against Dangers Arising From Organic and Inorganic Causes, As Re-Arranged for the Fourth Edition of Kauschinger's "Waldschutz". W.R. Jenkins. 252 pp. Reimprimió Nabu Press, 2010. 310 pp. ISBN 1177992574

- 1900. Our forests and woodlands. Haddon Hall library. 340 pp. Reimprimió BiblioBazaar. 2010. 386 pp. ISBN 1144020026

- 1901. Burma under British rule--and before. Vol. 1. A. Constable & Co. 462 pp. Reimprimió BiblioBazaar. 2010. 480 pp. ISBN 1147463778

- james Brown, john Nisbet. 2010. The Forester : a Practical Treatise on the Planting and Tending of Forest Trees and the General Management of Woodland Estates. Vol. 1. BiblioBazaar. 652 pp. ISBN 1173111891

- 2010. Studies in Forestry; Being A Short Course of Lectures on the Principles of Sylviculture Delivered at the Botanic Garden, Oxford. BiblioBazaar. 360 pp. ISBN 1172155585

- La abreviatura «Nisbet» se emplea para indicar a John Nisbet como autoridad en la descripción y clasificación científica de los vegetales.[1]